# Печи, Армин
А́рмин Пе́чи (венг. Pécsi Ármin; родился 24 февраля 2005 года в Хайнбург-ан-дер-Донау, Австрия) — венгерский футболист, вратарь клуба «Ливерпуль».

## Клубная карьера
Армин начинал карьеру в «Дьёре», а в 2017 году присоединился к «Академии Пушкаша». В первой половине сезона 2023/24 его арендовал клуб «Чаквар», выступавший в Национальном чемпионате II. Там состоялся дебют голкипера во взрослом футболе: 30 июля 2023 года он пропустил 2 гола в поединке с «Гонведом». Всего за этот клуб Армин принял участие в 18 матчах второго венгерского дивизиона и пропустил в них 24 мяча.
Вернувшись в «Академию Пушкаша», Армин дебютировал в Национальном чемпионате, пропустив 2 мяча в игре против «Пакша» 4 февраля 2024 года. Он был основным голкипером во второй половине сезона 2023/24, пропустив 15 голов в 16 встречах. По его итогам Армин стал одним из трёх вратарей, номинированных на премию «Золотой мальчик». В следующем сезоне он остался «первым номером» своего клуба, приняв участие в 30 встречах чемпионата Венгрии и пропустив в них 35 мячей.
7июня 2025 года Армин заключил контракт с «Ливерпулем».

## Карьера в сборной
По праву рождения Армин мог представлять национальную сборную Австрии, однако в итоге решил защищать цвета своей исторической родины. В 2021—2022 годах он выступал за юношескую сборную Венгрии до 17 лет, приняв участие в 9 матчах и пропустив в них 13 голов. В 2022—2023 годах вратарь играл за юношескую сборную Венгрии до 19 лет, отыграв 15 встреч и пропустив 18 мячей. С 2024 года Армин является членом молодёжной сборной Венгрии, на его счету 5 сыгранных международных матчей и 6 пропущенных голов.

## Достижения
«Академия Пушкаша»
- Обладатель Кубка Пушкаша[англ.] (1): 2021